# Ödets dotter
Ödets dotter (Hija de la fortuna) är en roman från 1999 av Isabel Allende. Den gavs ut på svenska 2000 i översättning av Lena Anér-Melin.
Den handlar om "hittebarnet" Eliza som får bo hos familjen Sommers i Valparaíso i Chile. Eliza blir uppfostrad på engelskt manér eftersom familjen emigrerat från England. Sina chilenska färdigheter får hon av mama Fresia, som ansvarar för kök och hushåll. Vid 16 års ålder träffar Eliza Joaquín Andieta, en fattig pojke med stora visioner. Guldfebern drabbar Chile några månader senare, eftersom man har funnit guld i USA. Joaquín reser och Eliza bestämmer sig några månader senare att försöka söka upp sin kära i USA. Hon ger sig ut på en lång resa, och mesta delen av tiden är hon faktiskt utklädd till pojke. Tao Chi'en blir en nära vän och de möter det mesta tillsammans.